# エッジオ・グレッジオ
エッジオ・グレッジオ（Ezio Greggio、1954年4月7日- ）は、イタリア出身の俳優、映画監督である。

## 主な作品
- 羊たちの沈没 (1993) (製作総指揮・製作・監督・脚本・出演)
- メル・ブルックスのイタリア珍道中 (1999)　(製作総指揮・製作・監督・出演)
- レスリー・ニールセンの2001年宇宙への旅 (2000) (出演)
- ボローニャの夕暮れ (2008) (出演)
- Box Office 3D (2011) (製作・監督・脚本・出演)